# Nyabigoma
Nyabigoma ist eine von fünf Zellen (Verwaltungseinheiten 4. Ebene) im Sektor Kinigi des Distrikts Musanze in der Nordprovinz von Ruanda. Sie liegt auf einer Höhe von etwa 2520 m und grenzt im Norden an die Demokratische Republik Kongo. Nordöstlich befindet sich am Dreiländereck mit Uganda der Vulkan Sabinyo (3645 m). Die an der Grenze zur DR Kongo gelegene Hälfte der Verwaltungseinheit liegt im Volcanoes National Park. Nachbarzellen von Nyabigoma sind im Osten Nyonirima, im Süden Kampanga und im Südwesten Kaguhu.